# Debreczeni János (református lelkész)
Debreczeni János (Debreczeni P. János, Debreczeni Pellionis János) (17. század) református lelkész.

## Élete
1651-ben érettségizett a Debreceni Református Kollégiumban. 1657. január 22-étől a franekeri, 1658-ban az utrechti egyetemen, valamint Göttingenben is tanult; 1660-tól 1665-ig a debreceni kollégium professzora, 1663-tól iskolaigazgató, majd református pap volt Hajdúböszörményben.
1672-től Túrkevén volt református lelkész egészen addig, amíg 400 társával együtt nem kényszerítették arra, hogy újra vegye fel a katolikus vallást. Mivel ezt megtagadták, gályarabságra ítélték őket. Annyi bizonyos, hogy mire Nápolyba értek volna, ő már halott volt. Csak 38 gályarab ért el Nápolyba.

## Munkái
- Disputatio scholastica de scientia media, quam sub praesidio Cl. D. Andreae Tarpai, in incl. varadiensium schola rectoris ventilandam proponit Joannes Debreczeni, cont. s. sch. illustr. varad. ad diem 30. Nov. Varadíni, 1656.
- Exercitationum Scholasticarum Trias, de Scientia Dei… Accessit etiam selectorum Novi Testamenti locorum, a cavillis hostium Fidei Vindicatio. Franekerae, 1658.
- Conciliatorium Biblicum, azaz Az egész Szent irásban, ugy mint Oh és Uj Testamentomban egy mással ellenkezni láttató hellyeknek öszve való békéltetések, avagy megh egyeztetések,… Utrajectumban, 1658. (Thaddaeus János latin munkájának ford.)
- Szivnek megkeményedése. Debreczen, 1662.
- Idvességnek Vta. Avagy Edgyügyü rövid Tanitás… Uo. 1663.
- Aczel Tükör. Az az Oly rövid Tanitas, melly meg-tanít arra: kicsodak erdemesek a Sz. Ministeriumra, s kik nem… Uo. 1666.